# Kertamukti (Cibitung)
Kertamukti is een bestuurslaag in het regentschap Bekasi van de provincie West-Java, Indonesië. Kertamukti telt 10.290 inwoners (volkstelling 2010).